# Pigmentación
La pigmentación es la coloración de una parte determinada del organismo de un ser vivo por el depósito en ella de pigmentos. Tales principios son sustancias con propiedades cromáticas e intervienen en numerosos procesos biológicos, tanto en los vegetales como en los animales. En los primeros destacan la clorofila y los carotenoides y en los segundos, la melanina y los pigmentos respiratorios.
El color verde de las plantas o el rojo de la sangre están estrechamente ligados a la funcionalidad biológica de las células que contienen los pigmentos correspondientes, los cuales desempeñan un destacado papel en dos procesos vitales: la fotosíntesis y el transporte de oxígeno a los tejidos animales, respectivamente.

## Flora
La clorofila es un pigmento de color verde cuyo núcleo molecular contiene varios anillos con nitrógeno unidos por un átomo de magnesio. Existen varias clases cuya presencia difiere según el grupo de plantas de que se trate; algunas bacterias también poseen clorofila. Gracias a esta sustancia, que se localiza en orgánulos específicos de la célula, los cloroplastos, se verifica la fotosíntesis, proceso por el que se elabora materia orgánica a partir de anhídrido carbónico, CO2, y agua, y en el que la fuente de energía es la luz solar. Los carotenoides se encuentran en una gran diversidad de órganos vegetales y a menudo están enmascarados por la clorofila. Destacables son también los pigmentos antociánicos, responsables del color de los pétalos de las flores.

## Fauna
En los animales, los pigmentos tienen funciones protectoras (fenómenos de camuflaje, mimetismo, etc.), de reconocimiento de sexos y comunicación, respiratoria y otras. La melanina, presente en la piel de los vertebrados, resulta determinante para su coloración cutánea y se ubica en células dérmicas especializadas llamadas cromatóforos de forma genérica y para el caso específico de la melanina se denominan melanóforos. Otras células de este tipo son los lipóforos que contienen carotenoides, o los clóforos que presentan diversos tipos de pigmentos rojos.
La agrupación de varios anillos con nitrógeno unidos a un átomo de hierro, lo que se conoce como grupo hemo, y ligados a su vez a una molécula proteica da origen a la hemoglobina, gracias a la cual los animales terrestres captan el oxígeno del aire y los acuáticos al que se halla disuelto en el agua, y lo transportan a los tejidos, donde se cede y sirve de combustible a las células.

## Químico
Desde el punto de vista químico, los pigmentos se diferencian en función de que sean sintéticos o naturales, de su distinta coloración, de su naturaleza orgánica o inorgánica, etc. Además de los mencionados, cabe reseñar los del grupo de las traguinonas, de color rojo vivo; las flavonas, de tono amarillo; o las pterinas, de coloración variable: la leucopterina, blanca, la eritropterina, roja, y la xantropterina, amarilla.
- Datos: Q6075692